# Scratch Acid
Scratch Acid was een Amerikaanse punk- en noiserockband uit Austin. De band werd opgericht in 1982. Gedurende zijn vijfjarige bestaan werd er slechts één studioalbum uitgebracht. De band was van belang in de undergroundscene van de jaren 1980. Frontman David Yow en bassist David Wm. Sims zouden later in de invloedrijke noiserockband The Jesus Lizard spelen.

## Geschiedenis
Scratch Acid werd opgericht in 1982. De oorspronkelijke bezetting bestond uit Steve Anderson als zanger, David Wm. Sims en Brett Bradford op gitaar, David Yow op bas en Rey Washam op drums. Nadat Anderson uit de band gezet werd, ging de band gedurende een korte tijd als instrumentale act verder. Hierna nam Yow de zang op zich en werd Sims de bassist.
Hun titelloze debuut-ep Scratch Acid werd uitgebracht in 1984. Twee jaar later volgden de ep Berserker en het album Just keep eating. Na een lange tournee door de Verenigde Staten en Europa ging de band in 1987 uit elkaar. Sims en Washam richtten in 1988 samen met Steve Albini noiserockband Rapeman op. Toen ook deze band uit elkaar viel, keerde Sim terug naar Yow om in 1989 samen de noiserockband The Jesus Lizard op te richten.
De eerste twee werken werden uitgebracht op het label Rabit Cat. Voor Berserker tekende de band bij Touch and Go. Op dit label werd in 1991 het verzamelalbum The greatest gift uitgebracht.

## Stijl
De muziek die de band maakte, wordt vaak tot noiserock gerekend. Scratch Acid experimenteerde echter met verschillende muzikale invloeden. Zo was er een strijkersarrangement te horen op het nummer Owners lament van de ep Scratch Acid. Zoals wel meer punkbands bewoog ook Scratch Acid door de jaren heen steeds meer richting new wave.

## Belang
In zijn recensie van het verzamelalbum The greatest gift (1991) schreef Will Lerner van AllMusic dat Scratch Acid een grote rol speelde in de undergroundscene van de jaren 1980 doordat ze punk brachten naar de "dirtiest, dingiest mudhole they could find" en bezoedelden ze het "from top to bottom until it looked and sounded like some hell-bound bogeyman". Hij noemde de band het Amerikaanse equivalent van de Australische punkrockband the Birthday Party. Scratch Acid belandde in 2016 op de lijst van 40 Greatest One-Album Wonders van Rolling Stone.

## Discografie
Studioalbum
- Just keep eating, 1986

Ep's
- Scratch Acid, 1984
- Berserker, 1986

Verzamelalbum
- The greatest gift, 1991